# Olderup
 Ikke at forveksle med Ollerup.
Olderup (på dansk også Oldrup) er en landsby og kommune beliggende 8 kilometer nordøst for Husum på gesten i Sydslesvig. Administrativt hører kommunen under Nordfrislands kreds i den nordtyske delstat Slesvig-Holsten. Kommunen samarbejder på administrativt plan med andre kommuner i omegnen i Nordsø-Trene kommunefællesskab (Amt Nordsee-Treene). Landsbyen er sogneby i Olderup Sogn. Sognet lå i Sønder Gøs Herred (Husum Amt, Sønderjylland), da området tilhørte Danmark.

## Geografi
Olderup ligger på højtliggende sandet gestland. Der er ingen skov, men en del moser og hede. Arlåen danner i nord grænsen til nabobyen Kragelund i Fjolde Sogn og Fjolde Kommune.
Med under Olderup hører Olderupmark (el. Olderup Mark, på tysk Olderupfeld).

## Historie
Olderup (Oldrup) er første gang nævnt 1462. På jysk udtales byen Ålerup. Stednavnet er afledt af personnavn Olde eller tillægsord old (≈gammel). Betydning ville så være gamle by.
Olderup var tidligere beboet af danskere - i modsætning til nabobyen Hatsted, som var frisisk præget. Olderup hørte før 1772 under Arlevad gods. Skolesproget i Olderup var indtil 1864 dansk.
Byens romanske landsbykirke er fra 1100-tallet, opført i kampesten. Tilhørende klokkestabel er fra 1500-tallet. I kirkens indre findes et maleri forestillende helvede, med en rige mand omsnoret af slanger og trues af andre syndere. I baggrunden ses Lazarus i Abrahams skød. Prædikestolen er fra 1682. Atertavlen forestiller nadverens indstiftelse, den stod tidligere i kapellet på Husum Slot.